# Медресе Бу Інанія (Фес)

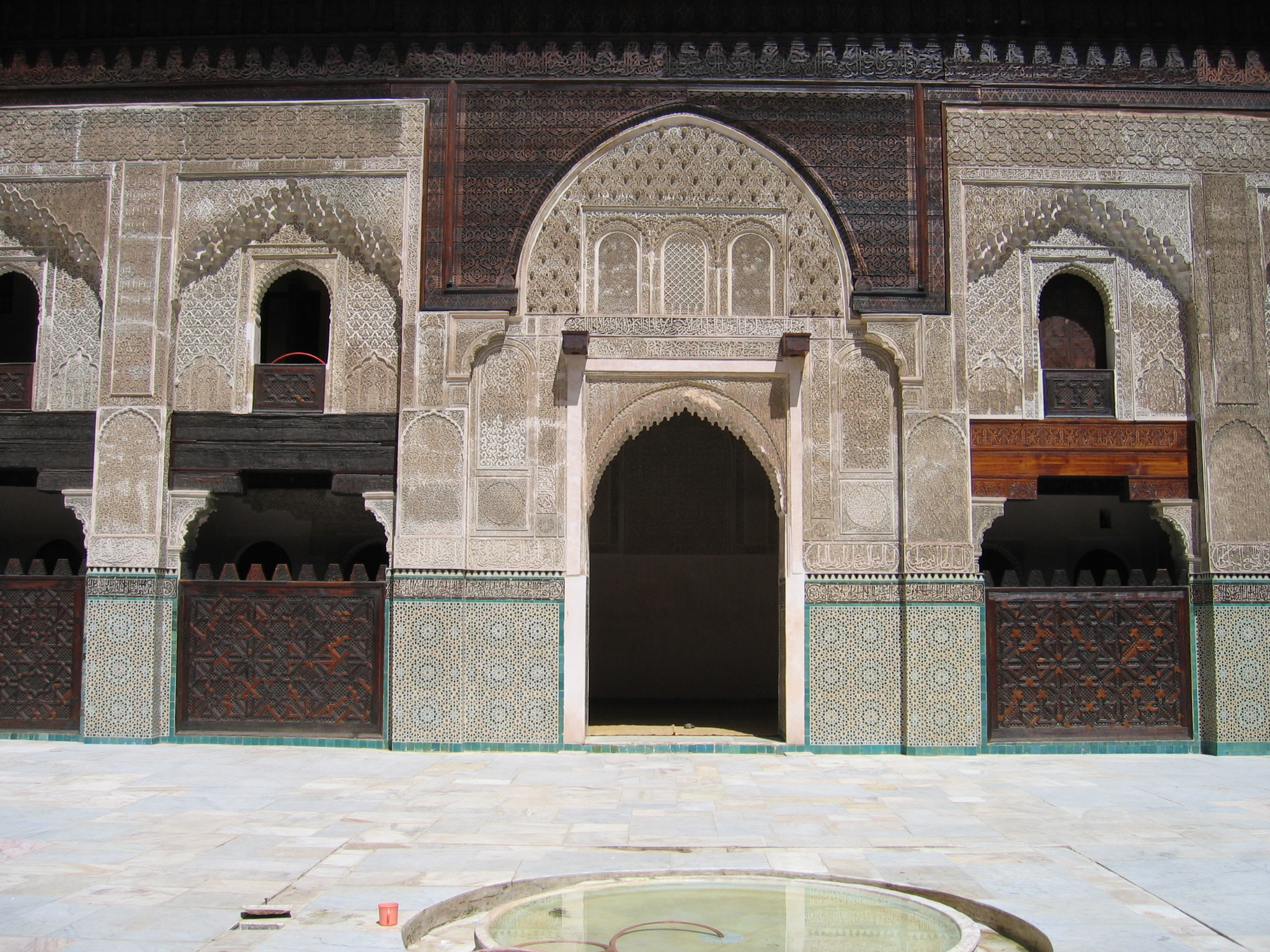
Подвір'я медресе

Медресе Бу Інанія (Фес) (араб. لمدرسة أبو عنانية ‎, фр. Médersa Bou 'Inania) —древня школа Корану, побудована в 1350–1356 роках побудована у м. Фес (Марокко) марінідським правителем Абу Інан Фарісом.
Будівля двоповерхова, побудована у прямокутній формі з внутрішнім квадратним двором, облицьованим мармуром і оніксовими плитами. Внутрішній двір прикрашений целійською плиткою та різьбленою ліпниною, характерною для марокканських медресе, а також кедровим деревом на верхівках стін та стель. Всюди намальована арабська каліграфія. Двір з трьох боків оточений монастирями.
Навпроти медресе знаходиться Дар-аль-Магана, водяний годинник, також побудований султаном Абу-Інаном.
Будучи рідкісною релігійною спорудою в Марокко, вона відкрита для відвідувачів. Це єдине медресе у Марокко, яке також функціонувало як соборна мечеть. Він широко відомий як найвища точка маринідської архітектури та історичної марокканської архітектури та широко визнано чудовим прикладом архітектури Marinid